# Condado de Álava
Entre meados dos séculos IX e X, Álava e Castela formavam o eixo defensivo oriental do Reino das Astúrias para conter os contínuos ataques perpetrados pelos muçulmanos e, em ambos casos, foi-lhes outorgado o governo do território por um conde, formando-se assim o Condado de Álava.
Em 932, o condado foi entregue a Fernão Gonçalves, ficando assim unido a Castela até que o rei navarro Sancho III, o Grande herdou ambos territórios. Desde 1029 até 1200, data da conquista definitiva por Castela, o condado de Álava permaneceu integrado na Coroa de Navarra. Em 1179 o conde alavês foi afastado do cargo e o território dividido em tenências.

## Lista de condes
1. Vela Jiménez (c. 868-883)
2. Munio Vélaz (Mencionado em 919)
3. Álvaro Herramélliz (Mencionado entre 924-931)
Período de anexação a Castela (932-1029)
4. Munio González (c. 1030-1043)
5. Munio Muñoz (c. 1045-c. 1054)
6. Álvaro Díaz (Segunda metade do séc. XI)
7. Vela Ladrón (Mencionado em 1158)
8. Juan Vélaz (Mencionado em 1174-1179)